# Luis Roberto García Toral
Luis Roberto García Toral (León, España, 30 de mayo de 1973), conocido deportivamente como Robert, es un exfutbolista español que también ejerció como segundo entrenador de varios equipos madrileños.

## Trayectoria
Formado en la cantera del Valencia Club de Fútbol, jugaba como interior, carrilero o lateral derecho. Se retiró en la Sociedad Deportiva Huesca de la Segunda División de España.
Tras colgar las botas como jugador, comenzó su carrera de entrenador para hacerse cargo de la A.D. Torrejón C.F "B". En 2016, abandona el filial del club de Torrejón para convertirse en segundo entrenador de Antonio Calderón Burgos en las filas del Club de Fútbol Fuenlabrada. Más tarde, sería segundo entrenador de Eloy Jiménez y de Mere en conjunto madrileño del Grupo I de Segunda División B.

## Clubes

### Como jugador
| Club                  | País   | Año       |
| --------------------- | ------ | --------- |
| Valencia C. F. "B"    | España | 1992-1994 |
| Valencia C. F.        | España | 1993-1994 |
| C. D. Castellón       | España | 1994-1995 |
| F. C. Andorra         | España | 1995-1997 |
| Polideportivo Almería | España | 1997-1998 |
| U. E. Figueres        | España | 1999-2000 |
| C. D. Badajoz         | España | 2000-2002 |
| U. D. A. Gramanet     | España | 2002-2005 |
| Terrasa F. C.         | España | 2005-2006 |
| S. D. Huesca          | España | 2006-2011 |

### Como entrenador
| Club                              | País   | Año       |
| --------------------------------- | ------ | --------- |
| A. D. Torrejón C.F "B"            | España | 2015-2016 |
| C. F. Fuenlabrada (2º entrenador) | España | 2016-     |